# Krystyna Bieńkowska-Szewczyk
Krystyna Maria Bieńkowska-Szewczyk (ur. 1 września 1952 w Gdyni) – polska wirusolożka, profesor nauk biologicznych. Specjalizuje się w biologii molekularnej wirusów, w szczególności w tematyce herpeswirusów i wirusa zapalenia wątroby typu C.
Zawodowo związana z Uniwersytetem Gdańskim. Obecnie kieruje Zakładem Biologii Molekularnej Wirusów na Międzyuczelnianym Wydziale Biotechnologii Uniwersytetu Gdańskiego i Gdańskiego Uniwersytetu Medycznego, gdzie w latach 2002–2008 (2 kadencje) pełniła funkcję prodziekana.

## Kariera naukowa
Absolwentka IX Liceum Ogólnokształcącego w Gdańsku (1971) oraz studia biologiczne na Uniwersytecie Gdańskim (1976). Doktorat w zakresie biochemii uzyskała 2 lipca 1982 za pracę pt. Identyfikacja i charakterystyka produktu genu R bakteriofaga lambda, napisaną pod kierunkiem Aliny Taylor. Odbywała staże podoktorskie w Max-Planck-Institut für Biologie w Tybindze, na Uniwersytecie Kalifornijskim, Uniwersytecie Utah, oraz w Institute for Animal Science and Health (w Lelystad). 18 października 2002, za pracę pt. Glikoproteiny herpeswirusowe wytworzone w systemie bakulowirusowym – zastosowania praktyczne i badawcze otrzymała stopień doktora habilitowanego nauk biologicznych, dyscyplina biochemia, specjalność biologia molekularna. 3 kwietnia 2009 otrzymała tytuł profesora nauk biologicznych.

## Osiągnięcia
Kierowała grantami naukowymi oraz grupami partnerskimi w ramach międzynarodowych projektów finansowanych z Programów Ramowych Unii Europejskiej, m.in. kierowała polską częścią projektu HEPACIVAC, który miał na celu wynalezienie szczepionki przeciwko wirusowi HCV. Jest ponadto promotorką kilkunastu ukończonych doktoratów.
W 2011 była Przewodniczącą Komitetu Organizacyjnego konferencji International Herpesvirus Workshop.
Przewodniczyła zespołowi ds. molekularnej wirusologii, który współpracując z ramienia UG z laboratorium Teda Huppa z Uniwersytetu w Edynburgu, doprowadził do powstania w Gdańsku Międzynarodowego Centrum Badań nad Szczepionkami Przeciwnowotworowymi (International Centre for Cancer Vaccine Science).
W latach 2006–2010 była członkinią Komitetu Mikrobiologii PAN, od 2020 członkini Komitetu Biotechnologii PAN. 25 marca 2020 na mocy Rozporządzenia Ministra Nauki i Szkolnictwa Wyższego została powołana jako członkini Zespołu doradczego ds. działań związanych z zapobieganiem, przeciwdziałaniem i zwalczaniem COVID-19. W 2022 otrzymała nagrodę „Pomorzanki Roku” za skuteczną popularyzację wiedzy na temat SARS-CoV-2 wśród mieszkańców Polski. 
Od 2008 jest Ambasadorką Kongresów Polskich.

## Życie prywatne
Od 1979 żona profesora biologii Bogusława Szewczyka, matka Macieja Szewczyka, także biologa.

## Odznaczenia
- Medal Komisji Edukacji Narodowej (2009)
- Medal św. Wojciecha (2022)[18]
- Srebrny Medal Uniwersytetu Gdańskiego „Doctrinae Sapientae Honestati” (2024)[19]
- Medal 50-lecia Uniwersytetu Gdańskiego (2021)

Źródło:.